# Cláudio Cavalcanti
Cláudio Murillo Cavalcanti (Rio de Janeiro, 24 de fevereiro de 1940 – Rio de Janeiro, 29 de setembro de 2013) foi um ator, diretor de televisão, produtor teatral, escritor, tradutor, cantor, dublador, radialista e político brasileiro.
Foi homenageado com várias condecorações, entre elas a Medalha Tiradentes (ALERJ) e a Medalha General Zenóbio da Costa (Exército Brasileiro), e é Comendador do Exército Brasileiro com a Medalha do Pacificador.

## Biografia
Cláudio Cavalcanti iniciou a carreira de ator em 13 de dezembro de 1956, aos dezesseis anos de idade, no Teatro Brasileiro de Comédia (TBC),  atuando ao lado de Nathália Timberg, Sérgio Britto e Fernanda Montenegro. No mesmo ano estreou em televisão fazendo teatro ao vivo. Desde então nunca mais interrompendo suas atividades de ator, continuando a atuar em Teatro, Televisão e Cinema até pouco tempo antes do seu falecimento, tendo em seu currículo 41 peças, 39 telenovelas e 35 filmes. Um de seus trabalhos de mais destaque é o Dr. Alberto Rezende na novela A Viagem.
Como escritor tem cinco livros publicados dentre os quais três antologias. Como cantor foi campeão de vendas como o longplay "Claudio Cavalcanti" em  1971.
Concomitantemente com suas atividades artísticas, em outubro de 2000 foi eleito vereador do município do Rio de Janeiro pelo então PFL, com a plataforma "Por uma política de respeito aos animais". Reeleito em 2004, cumpriu dois mandatos. Em oito anos de atividade legislativa, criou e teve aprovadas 29 leis, consideradas pioneiras em relação a defesa dos direitos animais, entre as quais a que proíbe o extermínio de animais abandonados e introduz a esterilização gratuita como método oficial de controle populacional e de zoonoses. Também, entre outras,  proibiu rodeios, circos com animais, estabeleceu multa para maus-tratos e crueldade contra animais e conseguiu a aprovação da lei que proibia a utilização de animais em experiências científicas (vivissecção), recebendo maciço apoio nacional e internacional e criando enorme polêmica. Posteriormente a lei foi vetada pelo então prefeito, César Maia.
Em 2006 candidatou-se a deputado estadual, tendo obtido 39742 votos e sendo diplomado em dezembro de 2006 como suplente, durante licença de um dos titulares. Não conseguiu se reeleger vereador em 2008, porém após a cassação do deputado Natalino, tornou-se titular em definitivo da vaga na Assembleia Legislativa do Estado do Rio de Janeiro (ALERJ). No entanto, ainda não se sabe por quê, a assembleia empossou outro deputado menos votado.[carece de fontes?] Ultimamente, aguardava o julgamento de um Mandado de Segurança contra a Mesa Diretora da ALERJ, mandado esse que estaria em tramitação no Órgão Especial do TJ-RJ.

## Vida pessoal
Cláudio Cavalcanti foi casado desde 1979 com Maria Lucia Frota, psicóloga e atriz, com quem dividiu o palco inúmeras vezes. Ambos eram vegetarianos e ativistas dos direitos dos animais, e sua mulher foi a criadora da Secretaria Municipal de Defesa dos Animais, na cidade do Rio de Janeiro, exercendo o cargo de secretária municipal de janeiro de 2001 a fevereiro de 2005.

### Morte
Morreu no início da noite do dia 29 de setembro de 2013, no Rio de Janeiro, aos 73 anos. O ator estava internado na UTI do Hospital Pró-Cardíaco desde a semana de 22 de setembro, e no dia 24, havia passado por um cirurgia na coluna. Segundo seu cardiologista e genro, Carlos Eduardo Menna Barreto, o ator sofreu um choque cardiogênico que evoluiu para insuficiência renal e falência de múltiplos órgãos, ocasionando o óbito. O corpo do ator foi velado no Cemitério Vertical Memorial do Carmo no Rio de Janeiro, com a presença de artistas como Cássia Kis Magro, Gracindo Júnior e Jayme Periard. A pedido do ator, seu corpo foi cremado e suas cinzas lançadas ao mar.

## Filmografia

### Televisão
| Ano  | Título                                 | Papel                      |
| ---- | -------------------------------------- | -------------------------- |
| 1965 | 22-2000 Cidade Aberta                  | Carlinhos                  |
| 1967 | A Mulher Que Amou Demais               |                            |
| 1967 | Anastácia, a Mulher sem Destino        | Jean Paul                  |
| 1968 | A Gata de Vison                        | Taylor                     |
| 1968 | Demian, o Justiceiro                   | Dagarata                   |
| 1969 | Enquanto Houver Estrelas               | César                      |
| 1969 | O Retrato de Laura                     | Marcelo                    |
| 1969 | Rosa Rebelde                           |                            |
| 1969 | Véu de Noiva                           | Renato Madeira             |
| 1970 | Irmãos Coragem                         | Jerônimo Coragem           |
| 1971 | O Homem que Deve Morrer                | Leandro                    |
| 1972 | O Bofe                                 | Maneco                     |
| 1973 | Carinhoso                              | Paulo                      |
| 1973 | Cavalo de Aço                          | Aurélio                    |
| 1975 | Bravo!                                 | Maurício                   |
| 1976 | O Feijão e o Sonho                     | Juca Campos Lara           |
| 1976 | Vejo a Lua no Céu                      | Eusébio                    |
| 1977 | Dona Xepa                              | Otávio                     |
| 1977 | Nina                                   | Grimaldi                   |
| 1978 | Maria, Maria                           | Ricardo Valentiano Brandão |
| 1978 | Pecado Rasgado                         | Bruno                      |
| 1979 | Pai Herói                              | Gustavo                    |
| 1980 | Água Viva                              | Edir                       |
| 1981 | Baila Comigo                           | Guilherme Fonseca          |
| 1981 | Terras do Sem Fim                      | João Magalhães             |
| 1982 | Sétimo Sentido                         | Danilo Mendes              |
| 1983 | Caso Verdade, Vida Nova                | Mr. Scott                  |
| 1984 | Padre Cícero                           | Dom Joaquim                |
| 1984 | Transas e Caretas                      | Douglas                    |
| 1985 | Roque Santeiro                         | Padre Albano               |
| 1986 | Hipertensão                            | Sandro Galhardo            |
| 1989 | O Salvador da Pátria                   | Eduardo Corrêa             |
| 1989 | República                              | Floriano Peixoto           |
| 1990 | Lua Cheia de Amor                      | Conrado                    |
| 1990 | Rainha da Sucata                       | Delegado                   |
| 1990 | Desejo                                 | Nestor da Cunha            |
| 1993 | Mulheres de Areia                      | Promotor Murillo           |
| 1994 | A Viagem                               | Dr. Alberto Rangel Rezende |
| 1994 | Xuxa Especial de Natal - Crer para Ver | Palhaço chorão             |
| 1995 | Explode Coração                        | Tolentino                  |
| 1996 | Salsa e Merengue                       | Dr. Olavo                  |
| 1998 | Labirinto                              | Gaspar                     |
| 1999 | Chiquinha Gonzaga                      | Rogério                    |
| 2000 | Marcas da Paixão                       | Dr. Djalma Barreto         |
| 2001 | Roda da Vida                           | Professor Vidal            |
| 2011 | Amor e Revolução                       | Geraldo                    |
| 2013 | Sessão de Terapia                      | Otávio                     |

### Cinema
| Ano  | Título                                        |
| ---- | --------------------------------------------- |
| 2012 | Uma Fábula Urbana em Um Rio de Janeiro Mágico |
| 1999 | Tiradentes - O filme                          |
| 1998 | Menino Maluquinho 2 - A Aventura              |
| 1984 | Mutirão de Amor                               |
| 1983 | Bacabal do 3° Grau                            |
| 1983 | Caminhos Cruzados                             |
| 1979 | Uma Estranha História de Amor                 |
| 1977 | Contos Eróticos                               |
| 1977 | Um Marido Contagiante                         |
| 1975 | Ipanema, Adeus                                |
| 1973 | Como nos Livrar do Saco                       |
| 1972 | O Grande Gozador                              |
| 1971 | Quando as Mulheres Paqueram                   |
| 1970 | Ascensão e Queda de um Paquera                |
| 1970 | Memórias de um gigolô                         |
| 1969 | A Cama ao Alcance de Todos                    |
| 1969 | A um Pulo da Morte                            |
| 1966 | Cuidado, Espião Brasileiro em Ação            |
| 1966 | Nudista à Força                               |
| 1966 | Engraçadinha depois dos trinta                |
| 1965 | A História de um Crápula                      |
| 1965 | Um Ramo para Luísa                            |
| 1962 | Pluft o Fantasminha                           |

### Dublagem
| Ano  | Título     | Papel      |
| ---- | ---------- | ---------- |
| 1973 | Robin Hood | Robin Hood |

### Teatro[9]
| Ano  | Título                               | Papel                 |
| ---- | ------------------------------------ | --------------------- |
| 2013 | O Doente Imaginário                  | Argan                 |
| 2009 | Quando se é Alguém                   |                       |
| 2004 | E Agora, o Que Eu Faço com o Pernil? |                       |
| 2003 | O Mundo é um Moinho                  |                       |
| 1996 | A Primeira Valsa                     |                       |
| 1995 | Freud e o Visitante                  | Freud                 |
| 1991 | Superpappy                           |                       |
| 1989 | Lillian                              |                       |
| 1989 | O Nosso Marido                       |                       |
| 1987 | Obrigado Pelo Amor de Vocês          |                       |
| 1985 | Estou Amando Loucamente...           |                       |
| 1984 | Disque M Para Matar                  |                       |
| 1982 | Porcos com Asas                      |                       |
| 1982 | Vida Nova                            |                       |
| 1981 | O Beijo da Louca                     |                       |
| 1980 | Bodas de Papel                       |                       |
| 1978 | Era uma Vez nos Anos 50              |                       |
| 1974 | Fernando Pessoa                      |                       |
| 1968 | Quarenta Quilates                    | Guillaume Charbonnier |
| 1967 | A Úlcera de Ouro                     | Sérgio                |
| 1966 | O Knack, A Bossa da Conquista        | Tolen                 |
| 1966 | A Mulher de Todos Nós                | Simpson               |
| 1965 | Vamos Brincar de Amor em Cabo Frio   | Jojô                  |
| 1964 | Antígona                             | Mensageiro            |
| 1963 | O Bem-Amado                          | Bill Baker            |
| 1962 | Chapéu de Sebo                       |                       |
| 1959 | Anjo de Pedra                        |                       |
| 1959 | Idade Perigosa                       | Ernie                 |
| 1957 | A Valsa de Aniversário               |                       |
| 1956 | Nossa Vida com Papai                 |                       |